# Roman (Zar)
Roman (bulgarisch Роман; * um 929?; † 997) war Zar von Bulgarien im 10. Jahrhundert und regierte das bulgarische Reich von 977 bis 997. Er stammte aus dem Hause Krum. Sein Großvater väterlicherseits war Simeon der Große, mütterlicherseits war er ein Urenkel des byzantinischen Kaisers Romanos I. Lekapenos.